# Abbas Abad (Verwaltungsbezirk)
Abbas Abad (persisch شهرستان عباس‌آباد) ist ein Schahrestan in der Provinz Mazandaran im Iran. Er enthält die Stadt Abbas Abad, welche die Hauptstadt des Verwaltungsbezirks ist. Der Verwaltungsbezirk liegt am Kaspischen Meer.

## Kreise
Der Verwaltungsbezirk gliedert sich in folgende Kreise:
- Kelarabad (بخش مرکزی)
- Salman Schahr (بخش سلمان‌شهر)

## Demografie
Bei der Volkszählung 2016 betrug die Einwohnerzahl des Schahrestan 52.832. Die Alphabetisierung lag bei 90 Prozent der Bevölkerung. Knapp 56 Prozent der Bevölkerung lebten in urbanen Regionen.
| Zensusjahr | Einwohnerzahl |
| ---------- | ------------- |
| 2011       | 47.591        |
| 2016       | 52.832        |